# Hubert Védrine

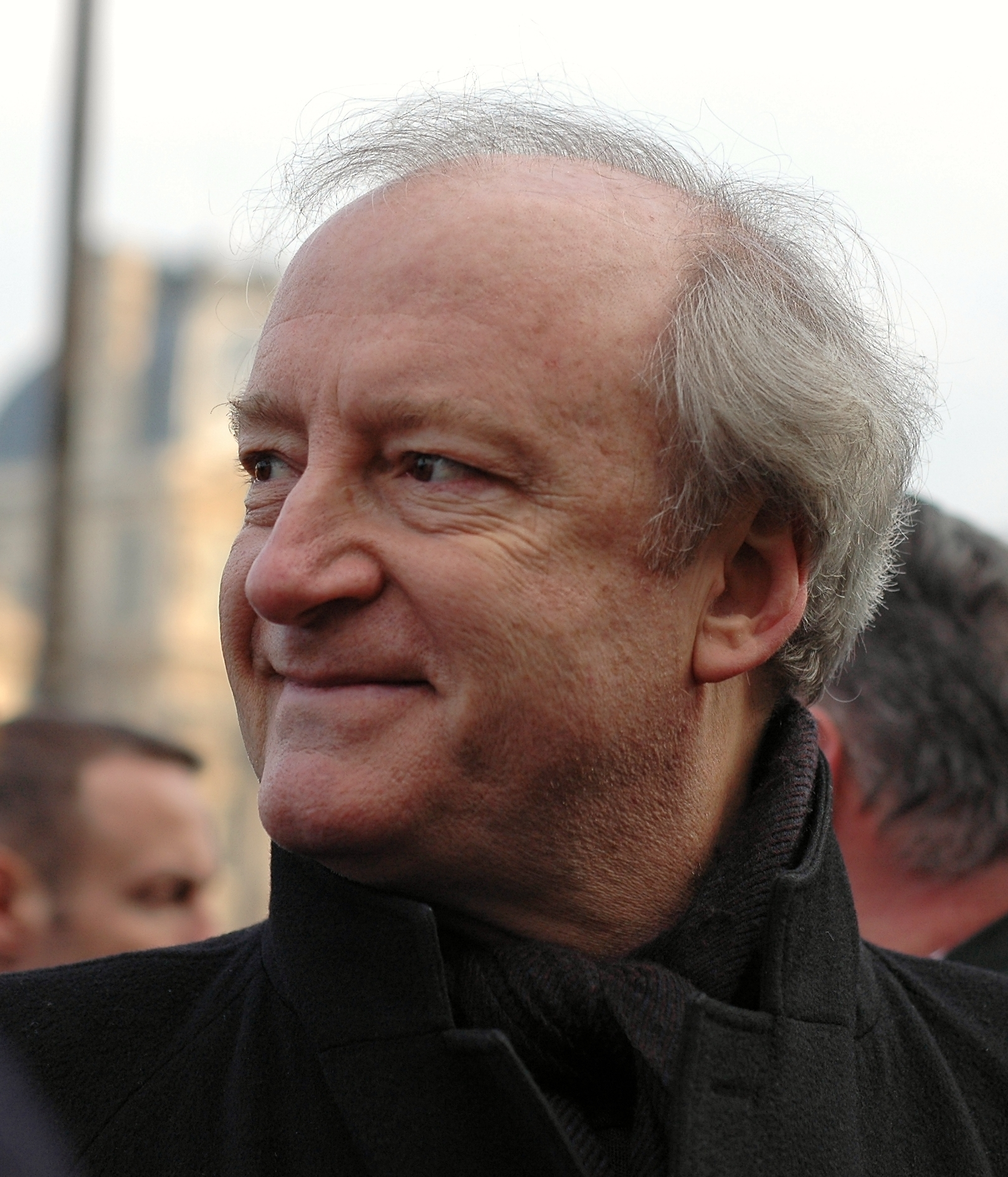
Hubert Védrine (2006)

Hubert Védrine (* 31. Juli 1947 in Saint-Silvain-Bellegarde im Département Creuse) ist ein französischer sozialistischer Politiker. Er war von 1991 bis 1995 Generalsekretär des Präsidialamts unter François Mitterrand und von 1997 bis 2002 Frankreichs Außenminister.

## Biografie
Sein Vater Jean Védrine war Politiker und Privatsekretär von Marschall Philippe Pétain während des Vichy-Regimes, später war er in der Résistance aktiv und nach Kriegsende Mitarbeiter und enger Freund des späteren Staatspräsidenten François Mitterrand.
Nach dem Baccalauréat in Bois-Colombes studierte Védrine am Institut d’études politiques de Paris (Sciences Po; Diplom 1968) und der Universität Nanterre bis zur Licence in Geschichte. Anschließend besuchte er von 1972 bis 1974 die École nationale d’administration (ENA) und trat danach als höherer Beamter ins französische Kulturministerium ein, wo er für Denkmalschutz (villes protégées) zuständig war. Die Abteilung für Architektur, in der er arbeitete, wurde 1978 dem neuen Ministerium für Umwelt und Lebensqualität angegliedert, wo Védrine anschließend den Bereich Schutz und Aufwertung architektonischer Ensembles leitete. Bereits im Jahr darauf ließ er sich aber in die Generaldirektion für kulturelle, wissenschaftliche und technische Beziehungen im französischen Außenministerium (Quai d’Orsay) versetzen. Im selben Ministerium wurde er 1980 Sektionschef für die technische Zusammenarbeit auf den Gebieten Gesundheit, Wohnungswesen und öffentlicher Dienst.
Védrine trat 1974 der Parti socialiste bei und engagierte er sich im Debattenkreis Échanges et Projets von Jacques Delors. Er wurde 1977 in den Gemeinderat des Dorfes Saint-Léger-des-Vignes (Département Nièvre) gewählt, dem er bis 1995 angehörte, und trat bei der Parlamentswahl 1978 als Ersatzkandidat für den sozialistischen Abgeordneten Daniel Benoist im 1. Wahlkreis von Nièvre an.
Präsident François Mitterrand berief Védrine 1981 als außenpolitischen Berater ins Generalsekretariat des Élyséepalastes, 1986 trat Védrine als maître des requêtes in den Conseil d’État ein und war während Mitterrands zweiter Amtszeit von 1988 bis 1991 Pressesprecher des Präsidenten. 1991 wurde er zum Generalsekretär (ranghöchsten Beamten) des Präsidentenamtes ernannt. Mit fortschreitender Krankheit von François Mitterrand erreichte Védrine nach und nach eine immer bedeutendere Rolle, insbesondere während der zweiten Cohabitation (1993–95), in der Mitterrand aufgrund seiner Erkrankung Schwierigkeiten hatte, seinen Aufgaben nachzukommen.
Nach dem Ende von Mitterrands Präsidentschaft im Mai 1995 gehörte er wieder dem Conseil d’État an, bevor er in die Anwaltskanzlei Jeantet & Associés eintrat und für das Magazin Le Point in der Rubrik Ausland Artikel verfasste. Seit 1996 ist Védrine Mitglied der Trilateralen Kommission.

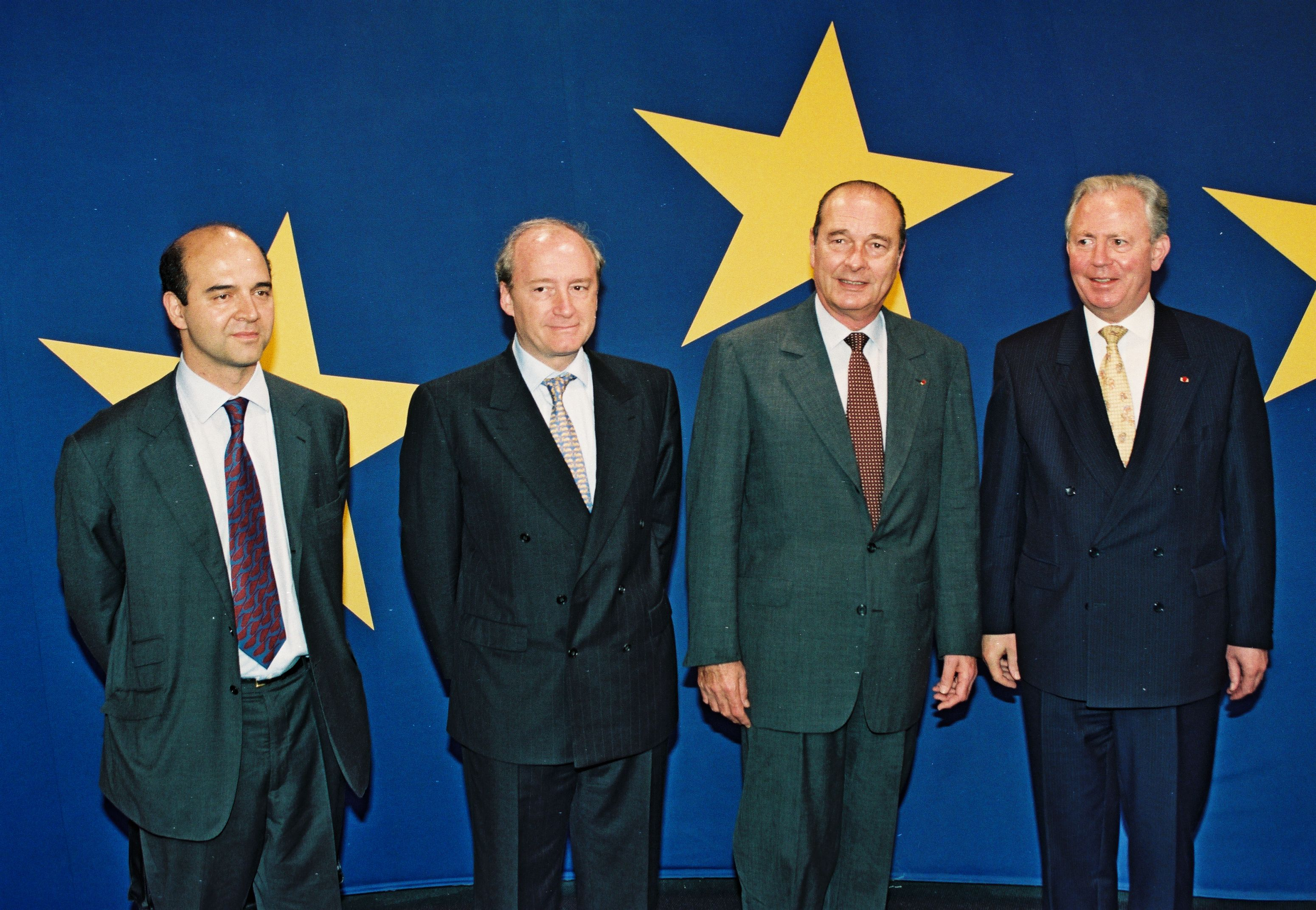
Außenminister Védrine (2. v.l.) mit seinem beigeordneten Minister Pierre Moscovici, Staatspräsident Jacques Chirac und EG-Kommissionspräsident Jacques Santer (1997)

Während der dritten Cohabitation war Hubert Védrine von Juni 1997 bis Mai 2002 Außenminister im Kabinett Jospin. Mit fast fünf Jahren ununterbrochener Amtszeit war er einer der am längsten amtierenden Außenminister der Fünften Republik. In diese Zeit fiel der Kosovokrieg (1998–1999). Zu dessen Beendigung lud Védrine gemeinsam mit seinem britischen Amtskollegen Robin Cook im Februar 1999 zur Konferenz von Rambouillet ein. Den dort vorgelegten Vertrag unterzeichnete Jugoslawien jedoch nicht, woraufhin die NATO-Staaten das Land bombardierten. Mit dem damaligen Staatspräsidenten Jacques Chirac und seinem Nachfolger als Außenminister Dominique de Villepin (beide RPR/UMP) verband Védrine die Ablehnung einer unilateralen Politik der USA im Irakkonflikt. Védrine machte dafür den Begriff der „simplizistischen Hypermacht“ populär, um die von ihm empfundene amerikanische Hegemonie am Jahrtausendwechsel zu beschreiben. Als Außenminister war Védrine maßgeblich an den Verhandlungen zum Vertrag von Nizza im Dezember 2000 beteiligt, der die Entscheidungsfindung auf der europäischen Ebene reformierte.
Nach seiner Zeit als Außenminister gründete er 2003 eine geopolitische Strategieberatungsgesellschaft namens Hubert Védrine Conseil. Im selben Jahr wurde er Präsident des Institut François-Mitterrand, das er bis 2022 führte. 2004 wurde er in den Verwaltungsrat des Luxusgüterkonzerns LVMH (Louis Vuitton – Moët Hennessy) berufen. Von 2005 bis 2009 war er auf Vorschlag des UN-Generalsekretärs Kofi Annan Mitglied in der Hochrangigen Gruppe der Allianz der Zivilisationen. Seit 2008 lehrt Védrine am Institut d’études politiques de Paris (Sciences Po Paris), wo er Kurse über Außen- und Sicherheitspolitik gibt. François Hollande beauftragte ihn nach seiner Wahl zum Staatspräsidenten 2012 mit einem Bericht über die Folgen der Rückkehr Frankreichs in die integrierte Kommandostruktur der NATO, die Zukunft der transatlantischen Beziehungen und die Perspektiven für eine europäische Verteidigungspolitik.
Hubert Védrine ist seit 1974 mit der Ärztin Michèle Froment-Védrine verheiratet, die Rätin beim französischen Rechnungshof (Cour des Comptes) und Generaldirektorin der französischen Agentur für Umwelt- und Arbeitsgesundheit (AFSSET) war. Das Paar hat zwei Söhne (geboren 1976 und 1980).
Védrine wurde wiederholt wegen seiner Rolle gegenüber dem Völkermord in Ruanda 1994 kritisiert. Er hatte zu der Zeit als Generalsekretär im Élysée-Palast angesichts der schweren Erkrankung des Staatspräsidenten Mitterrand großen Einfluss. Die Ärztin Annie Faure von Médecins du Monde, die 1994 zu einem humanitären Einsatz in Ruanda gewesen war, warf Védrine 2019 vor, „die Waffenlieferungen und den Schutz der ruandischen Völkermörder akzeptiert oder die Augen davor verschlossen“ zu haben. Der Journalist Patrick de Saint-Exupéry bezeichnete Védrine als Leugner des Genozids und verglich ihn mit einem Holocaustleugner. Védrine verklagte beide wegen Verleumdung, verlor aber in beiden Fällen, weil es sich den zuständigen Gerichten zufolge um zulässige Meinungsäußerungen handelte. Eine Historikerkommission kam 2021 zu dem Schluss, das Frankreich – und insbesondere der Präsidialstab – schwere Mitverantwortung an dem Genozid trage, wenngleich sie eine direkte Komplizenschaft mit den Tätern verneinte. Der französische Oberstleutnant Guillaume Ancel, der 1994 an der Opération Turquoise in Ruanda teilgenommen hatte, warf Védrine jedoch in seinem Blog vor, „mit den Nazis in Ruanda kollaboriert“ zu haben und verglich ihn mit dem Nazi-Kollaborateur und Holocaust-Mittäter Maurice Papon. Ancel wurde auf Védrines Klage hin wegen Verleumdung verurteilt.

## Veröffentlichungen
- Hubert Védrine: Mieux aménager sa ville, 1979 (dt. Seine Stadt besser gestalten)
- Hubert Védrine: Les Mondes de François Mitterrand, Fayard 1996 (dt. Die Welten von François Mitterrand)
- Hubert Védrine: Les Cartes de la France à l'heure de la mondialisation. 2000.
- Sauver l'Europe. Éditions Liana Levi, Paris 2016.

## Auszeichnungen
- Verdienstorden der Republik Polen, 2000